# Skeletocutis novae-zelandiae
Skeletocutis novae-zelandiae är en svampart som först beskrevs av Gordon Herriot Cunningham, och fick sitt nu gällande namn av P.K. Buchanan & Ryvarden 1988. Skeletocutis novae-zelandiae ingår i släktet Skeletocutis och familjen Polyporaceae.   Inga underarter finns listade i Catalogue of Life.